# Lista över illyriska stammar

Karta över områden bebodda av illyriska stammar i antik tid (före den romerska erövringen).

Detta är en lista över de olika stammar som den illyriska befolkningen var indelad i.

## Illyrer

### Albanoi

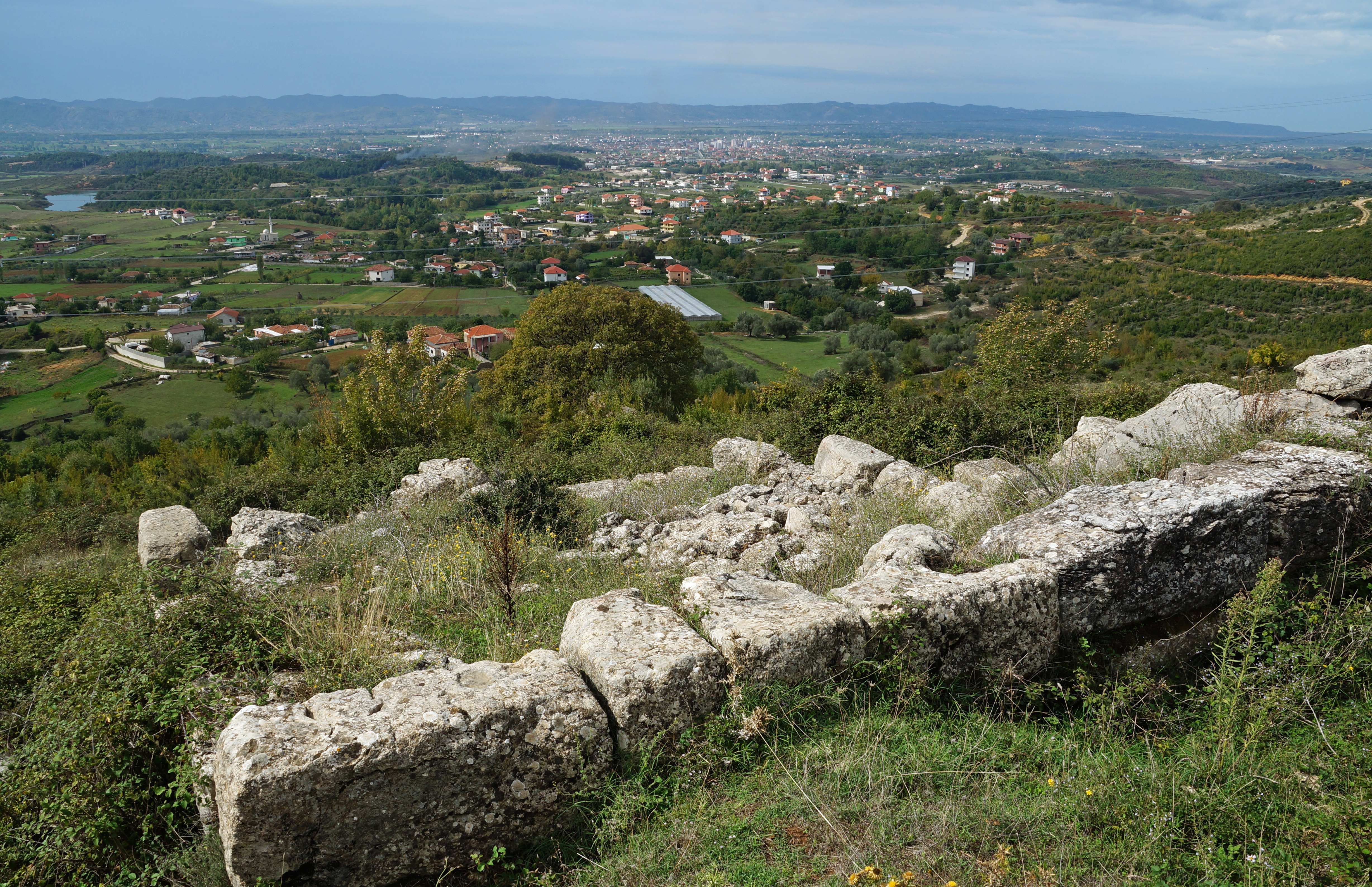
Lämningar av albanoiernas stad Albanopolis (i dag Zgërdheshi).

Albanoi eller Arbanoi, forntida illyrisk stam i nuvarande centrala Albanien. De gav namn åt albanerna.
Albanët är det albanska namnet på folkstammen albanoierna. Ordet betyder helt enkelt albanerna.

### Amantini
Amantini, illyrisk folkstam, bosatt i dagens sydvästra Albanien, möjligen i den forntida bosättningen Amantia. Namnet tros komma från albanska ordet amë, ãmë ’springbrunn.’

### Ardiaei
Ardiaei, illyrisk folkstam, bosatt norr om floden Neretvas mynning. De hade 20 distrikt.

### Armistae
Armistae, en del av deramestaerna, som innefattar flera stammar.

### Arthitae
Arthitae, en del av deramestaerna, som innefattar flera stammar.

### Autariatae
Autariatae eller Autariatai, illyrisk folkstam, vilka blev framstående under 500- och 300-talen f.Kr., bodde granne med ardianerna. De blev keltiserade.

### Balaites
Balaites, illyrisk folkstam, som är känd från epigrafiska fynd, och bodde troligen i närheten av staden Apollonia.

### Baridustae
Baridustae, illyrisk folkstam som senare bosatta sig i Dakien, tillsammans med pirusterna och sardeaterna.[källa behövs] Baridustern var en dalmatisk stam.[källa behövs]

### Bathiatae
Bathiatae, illyrisk folkstam, troligen bosatta i dagens Bosnien och Hercegovina, längs Bosnafloden.

### Bylliones
Bylliones, illyrisk folkstam. De påverkades av helleniseringen. Enligt Robert Elsie var byllionerna illyrer.

### Cavii
Cavii, illyrisk folkstam, som bodde nära Shkodrasjön.[källa behövs] Deras huvudsakliga bosättning var Epicaria. De nämns sällan av antika författare.

### Ceraunii
Ceraunii, illyrisk folkstam som bodde nära till pirusterna i dagens Montenegro.[källa behövs] Ceraunii var en del av pirusterna.[källa behövs] De hade 24 distrikt.[källa behövs] Deras namn tycks vara grekiskt och betyder 'åsknedslag'.[källa behövs]

### Dalmati
Dalmati, illyrisk folkstam, bosatt i området av dagens Dalmatien, vilka senare blev keltiserade. De hade 342 distrikt.

### Daorsi
Daorsi, illyrisk folkstam, som tillsammans med staden Issa sökte hjälp från den romerska staten, efter flera allvarliga attacker av dalmater, och fortsatte stödja romarna i de illyriska krigen.[källa behövs] Deras viktigaste stad var Daorson. De hade 17 distrikt.

### Dardani

Karta över Dardanien och dess omgivningar i förromersk tid.

Dardani eller Dardanoi, illyrisk folkstam, bosatt i och kring dagens Kosovo. Dessa omnämns av Homeros och blev ett annat namn för trojaner.

### Dassaretii
Dassaretii, illyrisk folkstam, bosatt i inlandet av södra Illyrien (i dag Albanien och Nordmakedonien), inte att förväxla med den hellenska folkstammen i området kring Ohridsjön, som kallades med samma namn.[källa behövs]

### Dauni
Dauni, illyrisk folkstam, bosatt i Apulien.

### Deramestae
Deramestae eller Deraemestae, illyrisk folkstam som bestod av flera stammar.[källa behövs] De hade 30 distrikt.

### Deretini
Deretini eller Derriopes, illyrisk folkstam, bosatt i Narona. De hade 14 distrikt.

### Deuri
Deuri eller Derbanoi, illyrisk folkstam, bosatt i Salona. De hade 25 distrikt.

### Ditiones
Ditiones, pannonisk-illyrisk folkstam. De hade 239 distrikt.

### Dyestes
Dyestes eller Dyestae, illyrisk folkstam, bosatt kring silvergruvorna i Damastion.[källa behövs] Endast Strabon nämner flyktigt denna stam.[källa behövs]

### Enchelei
Enchelei eller Sesarethii, illyrisk folkstam.[källa behövs] Namnet gavs av grekerna och betyder ål-män på grekiska.[källa behövs] Det finns olika teorier om platsen för deras bosättning.[källa behövs]

### Endirudini
Endirudini eller Interphrourinoi, illyrisk folkstam som blev en del av docleaterna.

### Glintidiones
Glintidiones, illyrisk folkstam, möjligen en del av pirusterna. De hade 44 distrikt.

### Grabaei
Grabaei eller Kambaioi, mindre illyrisk folkstam, som var bosatta kring Shkodrasjön.

### Hemasini
Hemasini eller Hippasinoi, en del av deramestaerna, som innefattar flera stammar.

### Iapydes
Iapydes, antikt folkslag som bodde norr om och i inlandet från liburnerna, adriatkusten och i öster om Istriska halvön.[källa behövs] De omnämns för första gången av Hekataios av Miletos.

### Jasi
Jasi var namnet på en pannonisk-illyrisk folkstam.

### Kinambroi
Kinambroi, illyrisk folkstam, de nedkämpades av Augustus.

### Labeatae
Labeatae, illyrisk folkstam, bosatte sig kring Shkodra efter att ha blivit besegrade av Parmenion.

### Mazaei
Mazaei eller Maezaei, illyrisk stamgrupp, bosatt i trakterna av dagens Bosnien och Hercegovina,  med 269 distrikt.

### Melcumani
Melcumani, Merromenoi eller Melkomenioi, illyrisk folkstam.[källa behövs] De hade 24 distrikt.

### Messapi
Messapi, illyrisk folkstam, bosatt i Apulien.

### Narensi
Narensi, Narensii eller Narensioi, en ny bildad illyrisk folkstam från folk som bodde runt Neretva.[källa behövs] De hade 102 distrikt.

### Osseriates
Osseriates eller Oseriates, tillsammans med de keltiska Varciani och Colapiani, uppkom från den pannoniska folkstammen Breuci.[källa behövs]

### Oxuaioi
Ozuaei, Ozuaioi eller Oxuaioi, en del av deramestaerna, som innefattar flera stammar.

### Parthini
Parthini, illyrisk folkstam, som slog sig ner i trakterna av dagens Albanien.[källa behövs] De nämns ofta i samband med de illyriska och makedonska krigen.[källa behövs]

### Penestae
Penestae, illyrisk folkstam. Uscana var deras viktigaste stad.

### Peuceti
Peuceti, illyrisk folkstam, bosatt i Apulien.

### Pleraei
Pleraei, namnet på en illyrisk folkstam.

### Sasaei
Sasaer, illyrisk folkstam som blev en del av dokleaterna.

### Scirtari
Scirtari eller Scirtones, illyrisk folkstam som var en del av pirusterna. De hade 72 distrikt.

### Selepitani
Selepitani, illyrisk folkstam, bosatt i nedre delen av Shkodrasjön.[källa behövs]

### Siculotae
Siculotae eller Sikoulotai, illyrisk folkstam som var en del av pirusterna. De hade 24 distrikt.

### Tariotes
Tariotes var en del av den illyriska folkstammen dalmaterna som bodde vid den östra adriatkusten.

### Taulantii
Taulantii eller Taulantioi, ett kluster av illyriska folkstammar, vilka bodde i närheten av staden Epidamnos.